# Rocheservière
Rocheservière är en kommun i departementet Vendée i regionen Pays de la Loire i västra Frankrike. Kommunen ligger i kantonen Rocheservière som tillhör arrondissementet La Roche-sur-Yon. År 2022 hade Rocheservière 3 571 invånare.

## Befolkningsutveckling
Antalet invånare i kommunen Rocheservière
| Referens: INSEE |